# 笹ヶ峰
笹ヶ峰（ささがみね）は、四国山地西部の石鎚山脈に属する山である。日本二百名山および四国百名山の一つに数えられる。山名はなだらかな山頂部が一面のイブキザサに覆われていることに由来する。

## 概要
山頂には一等三角点「笹ヶ峰」が設置され標高は1,859.47mとなっていて、一等三角点百名山にも選ばれている。その東側には全く山容の異なるちち山(1,855m)が対峙している。山頂の東側には四国電力のマイクロウェーブの反射板が建っていたが、通信衛星に役目を譲り1997年に役目を終えて撤去された。山頂から西側には石鎚山、北側に瀬戸内海、南側に幾重にも重なる四国山地の山々とその向うに土佐湾を望むことができる。

## 山岳信仰
山頂には金剛笹ヶ峰石鉄蔵王大権現と大日大聖不動明王が祀られる。石鎚山および瓶ヶ森と共に「伊予の三名山」とされてきた。古代、役小角や上仙法師によって開山された其の山は石土山として称され、『正法寺史』に基づくと奈良時代の石土山（石鎚山）は瓶ヶ森、子持権現山、笹ヶ峰のうち、現在の笹ヶ峰を指しており、新居浜市の石鈇山正法寺は現在も石鎚権現の別当として毎年7月に笹ヶ峰お山開き登頂などが実施されている。
笹ヶ峰山系の王皇山（大野山）には奈良時代に大和朝廷の守護神となる大神神社より勧請された大三輪神社が鎮座している。
1935年には、山頂直下の紅葉谷に石鉄神社が建立されていたが、現在では社殿は倒壊し、祭祀場所はちち山山頂に祀られた祠に遷っている。

## 自然環境
山腹はブナ林、標高およそ1,700mより下部あたりはダケカンバ、1,700m以上ではシコクシラベ、コメツツジ、および山頂付近はシコクザサ群落に覆われる。さらに稜線沿いにはアケボノツツジやシャクナゲ群落も点在する。
このような冷温帯から亜高山帯の自生植物が見られる寒風山から平家平にかけて笹ヶ峰一帯の山稜部537haは、1982年3月に環境庁により笹ヶ峰自然環境保全地域に指定された。しかしながら1955年に石鎚国定公園が指定された際に、豊かな自然環境であるにもかかわらず桑瀬峠より東側の笹ヶ峰などが国定公園の指定から外れたのは、指定当時、厚生省は笹ヶ峰を含む平家平までの範囲を主張していたものの、桑瀬峠直下で銅山である基安鉱山を稼行していた住友金属鉱山、この地域に広大な森林を所有する住友林業および高知営林局が反対した背景があったとされる。

## 山小屋と山スキー
北側斜面に丸山(1,545m)の小ピークがあり、その傍の丸山荘(1,525m)は250人収容できる四国では最大級の山小屋である。丸山荘は1933年に開業した古い山小屋で、当時は丸屋と称したが1951年に丸山荘と改めた。四国で初めて本格的にスキーが行われたのは1936年1月のスキーによる石鎚登山であるとされるが、同年に笹ヶ峰北斜面においても西条中学山岳部により山スキーが行われた。1951年に石鎚山岳会が標高1,400m付近の北斜面にスキー場を開設し1960年代から笹ヶ峰のスキーは盛んとなり、1962年には笹山荘が竣工した。1961年に大川嶺に美川スキー場、1974年の小田深山スキー場、さらに1980年の石鎚スキー場などリフトを備えたスキー場のオープンが相次ぎ、1973年の笹山荘の焼失が追い討ちをかけ笹ヶ峰のスキーは次第に衰退していった。
1985年には笹ヶ峰北斜面でリフトを備えたスキー場を含む「笹ヶ峰レクリエーションの森」の開発計画が明るみに出たが、西条市民による強力な反対運動、さらに1987年の台風19号の豪雨により登山道および林道が崩壊したのをきっかけに計画の不備が浮き彫りとなり、計画は自然と立ち消えた。笹ヶ峰の愛媛県側斜面の大部分が自然環境保全地域から除外されているのは、この背景がある。

## 登山ルート
西条市方面から国道194号を高知方面に向かい、下津池から林道に入ると登山口があり、丸山荘(1,545m)を経て山頂に至る。ここは宿（しゅく）と呼ばれる古くは別子銅山へ木炭を運ぶための集積地であった。宿からは西山越(1,448m)を越えて別子銅山へ向う馬道があった。また寒風山隧道の高知県側出口(1,120m)から桑瀬峠(1,451m)および寒風山(1,763m)を経て稜線を縦走するルート、県道47号線の大永山トンネルの別子山側出口脇の林道から登山道に入り、稜線に出てちち山を経て山頂に至るルートがある。

## ギャラリー

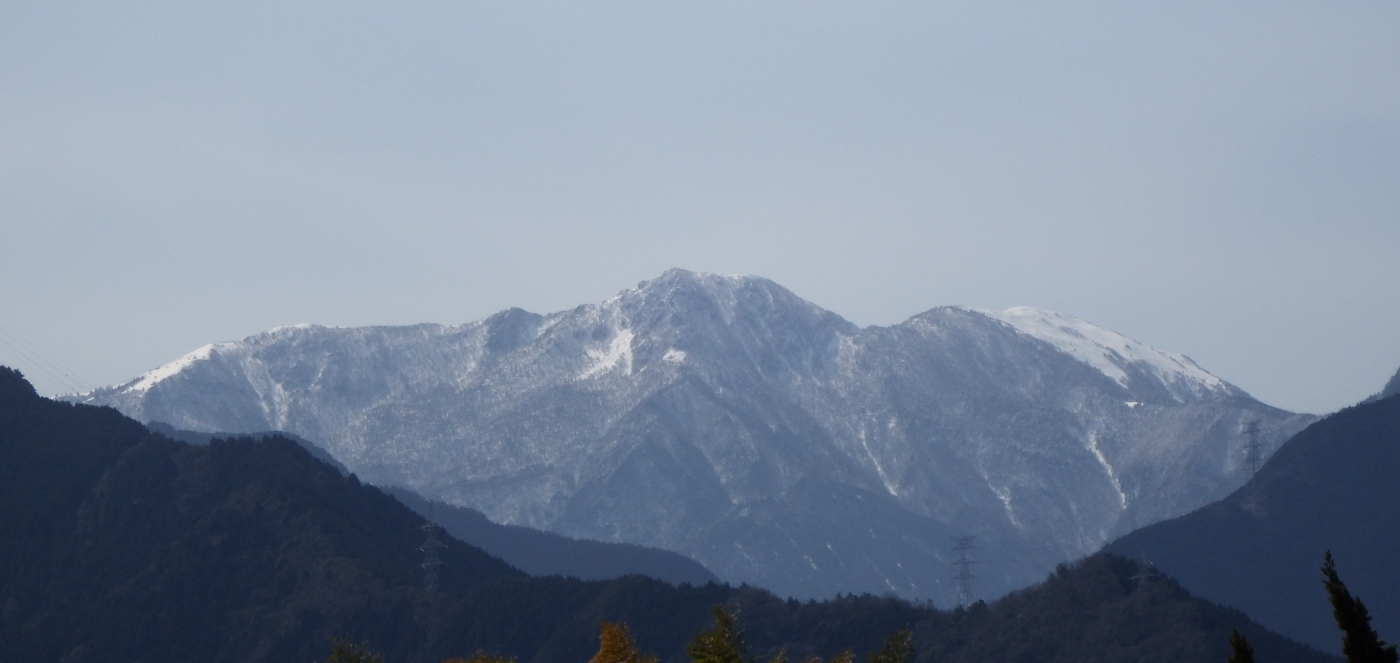
新居浜市内から望む
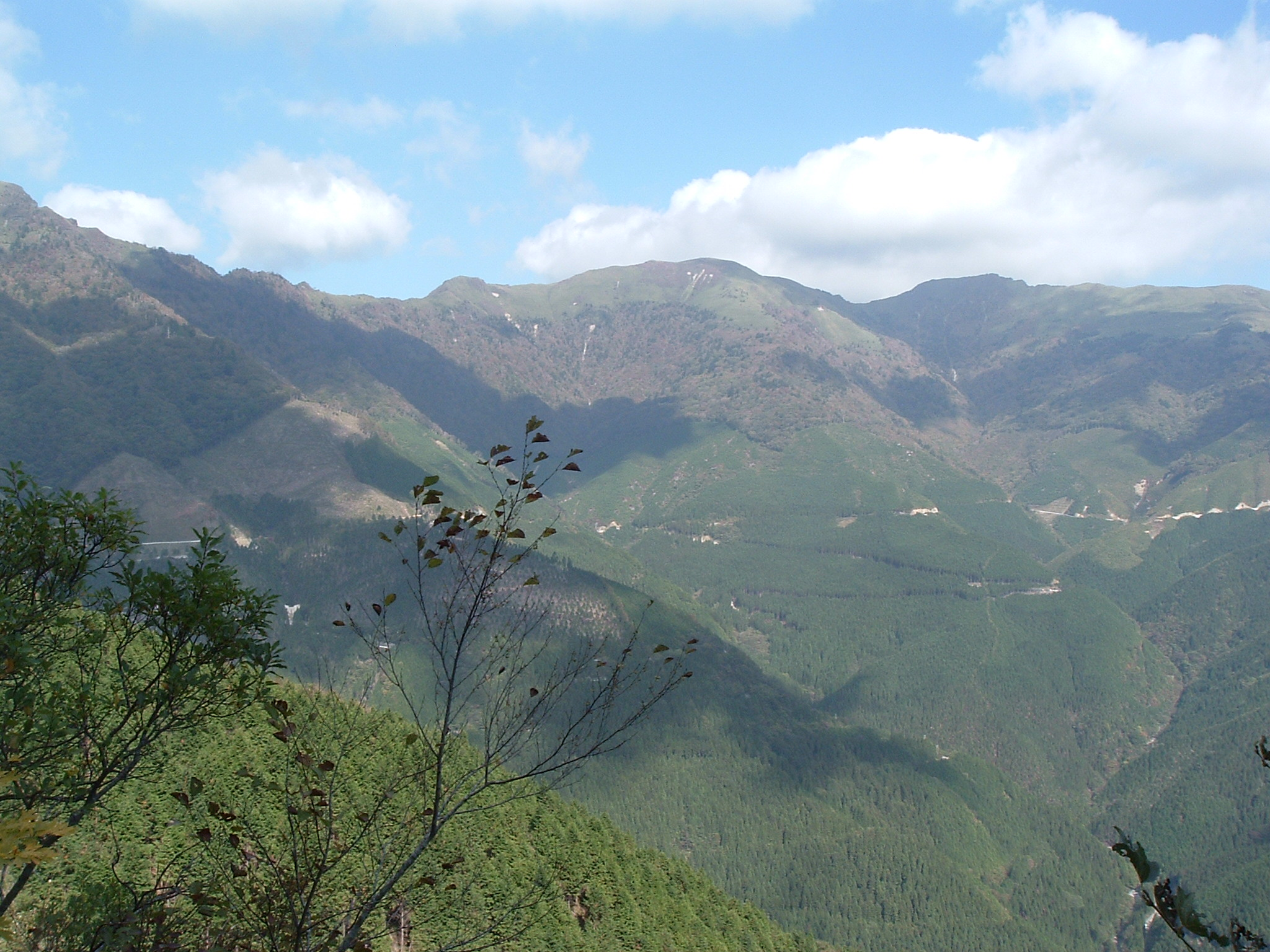
瓶ヶ森林道から望む
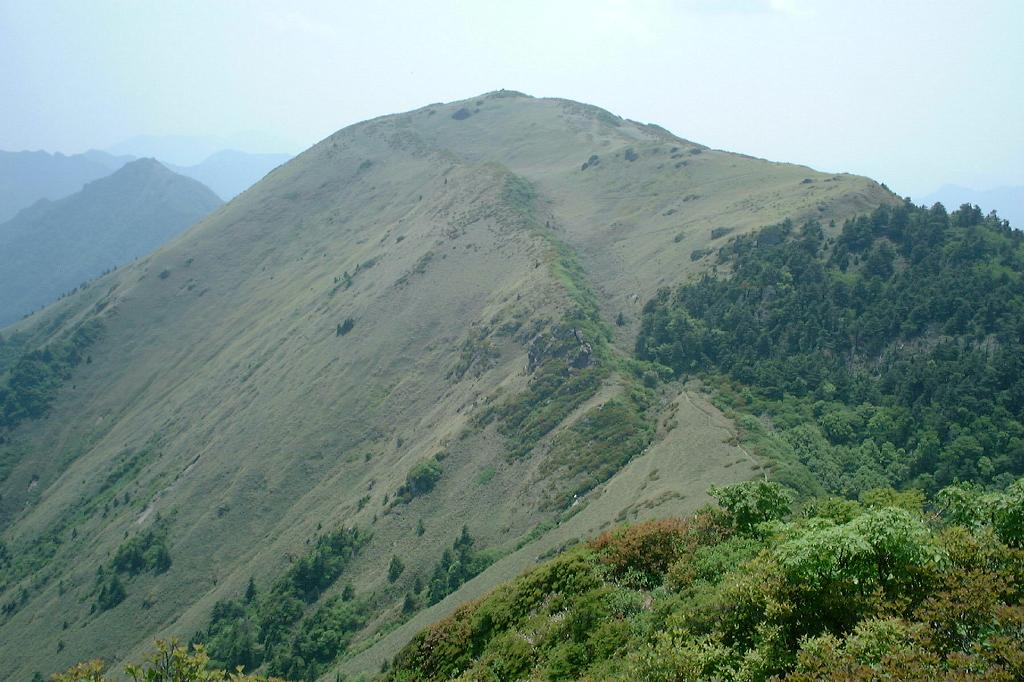
ちち山から望む
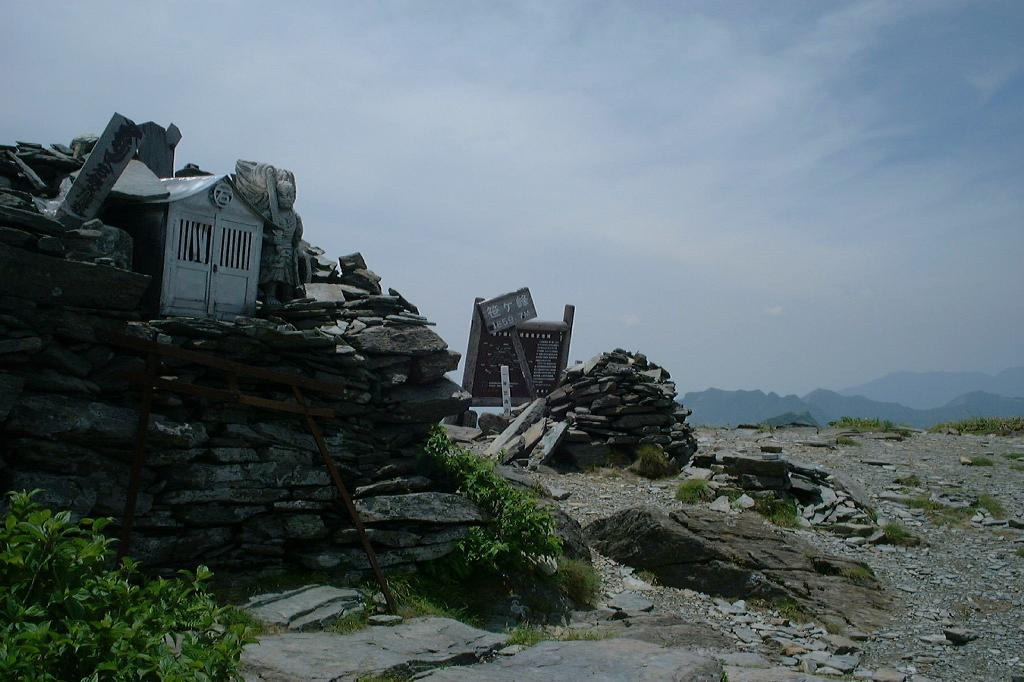
頂上
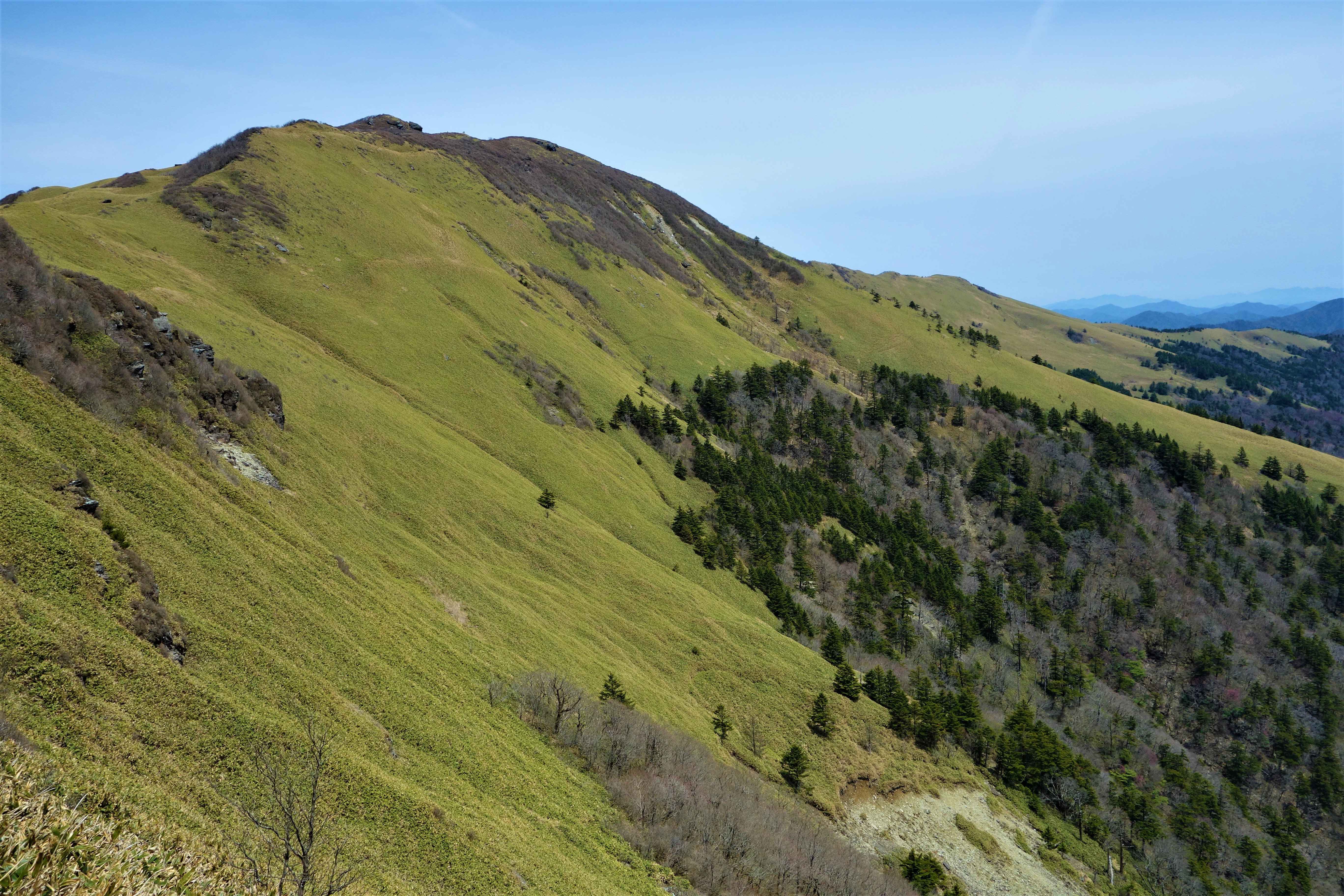
南西の縦走路からの笹ヶ峰
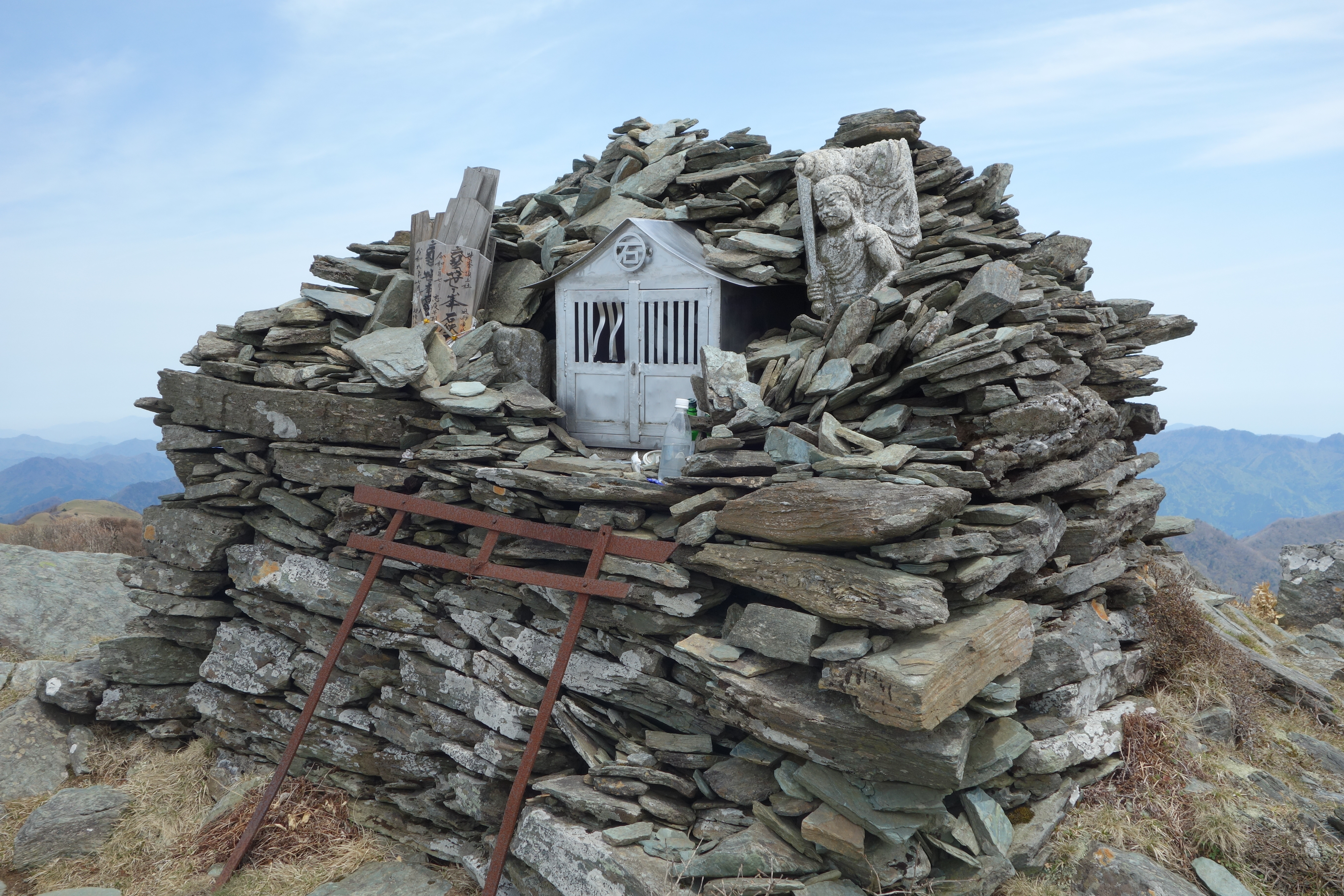
笹ヶ峰山頂の祠
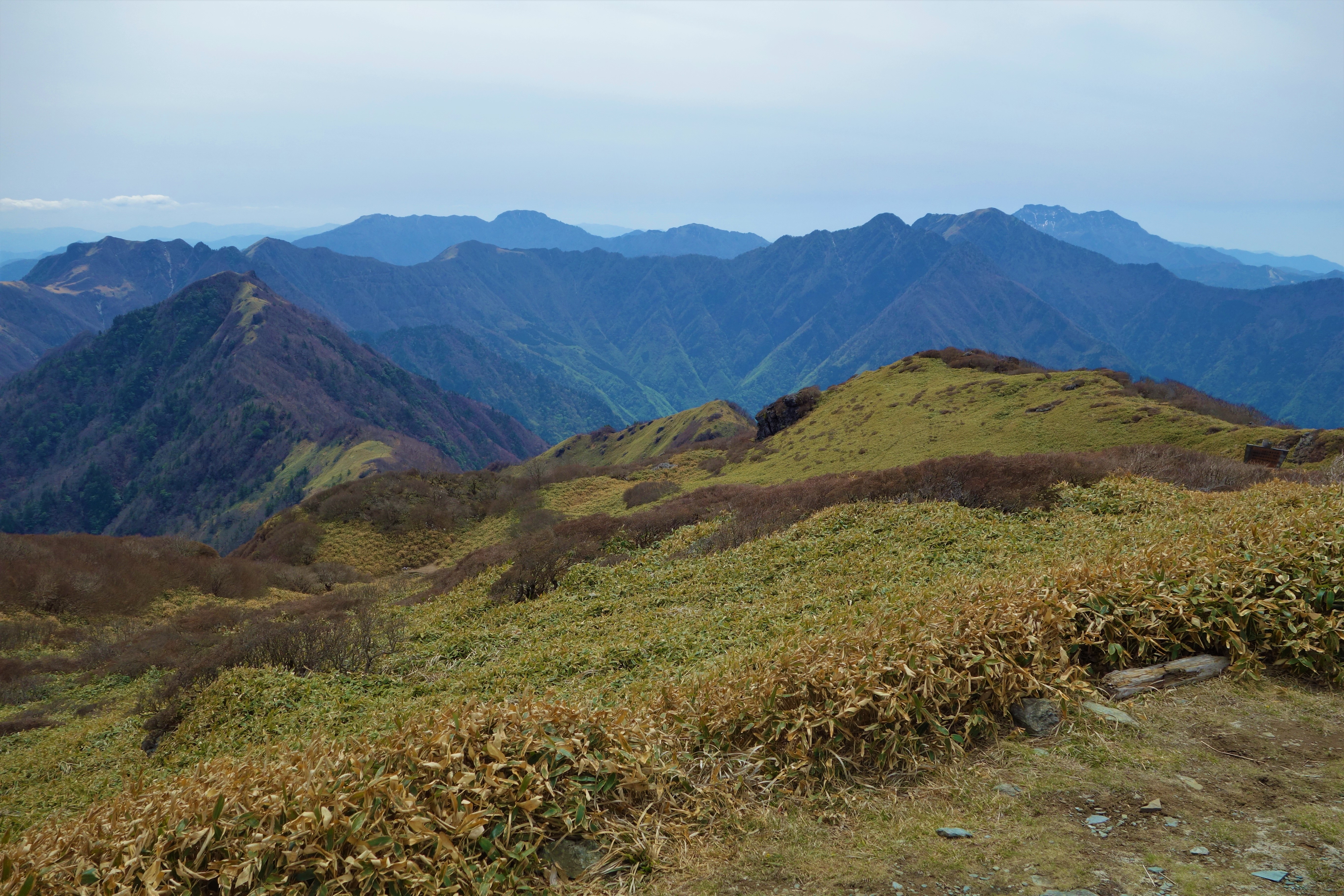
笹ヶ峰から伊予富士・寒風山・瓶ヶ森・石鎚山
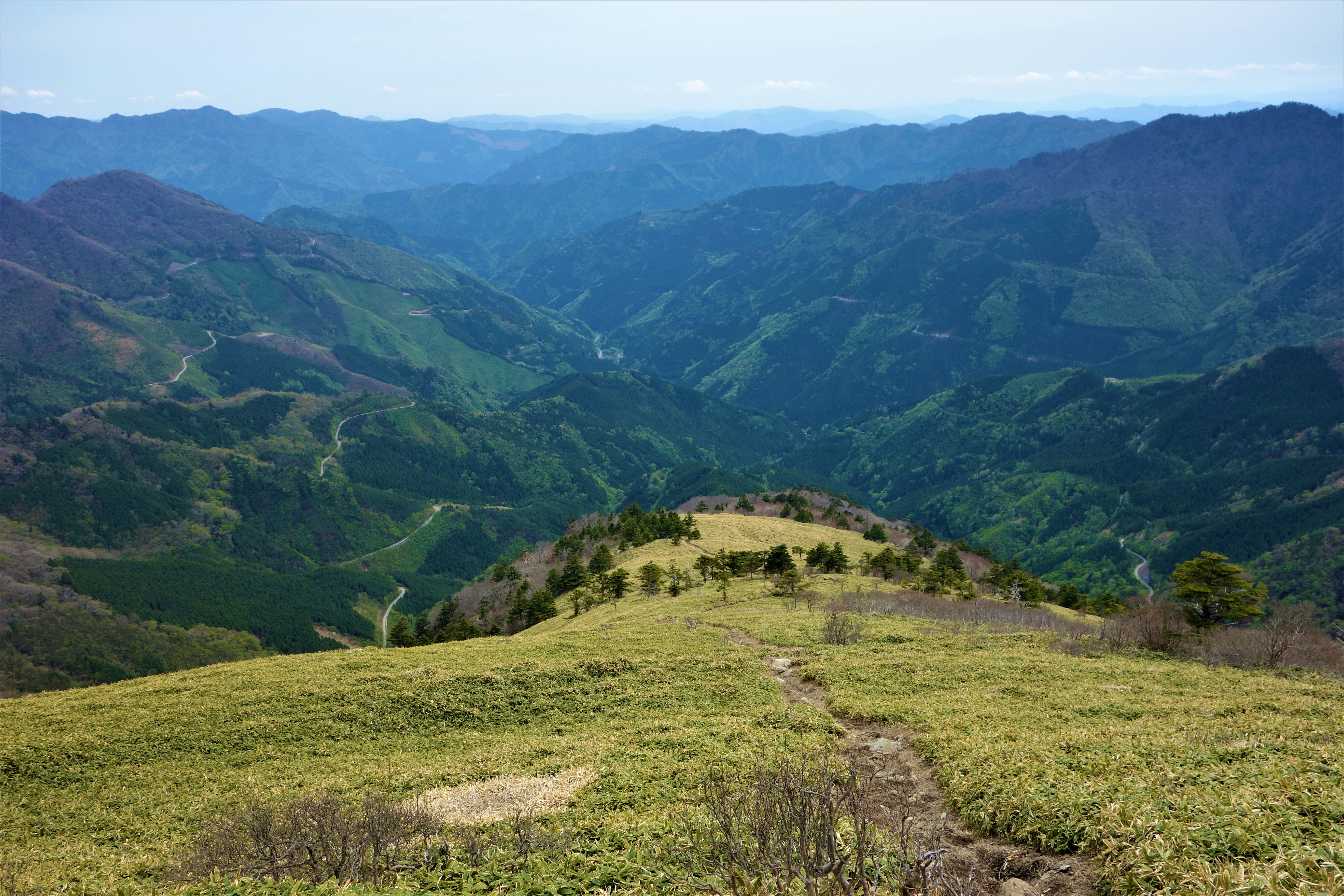
笹ヶ峰から南に延びる登山道